# Gregoryjevo število
Gregoryjevo števílo [grégorijevo ~] je v matematiki realno število oblike:
{\displaystyle G_{x}=\sum _{i=0}^{\infty }(-1)^{i}{\frac {1}{(2i+1)x^{2i+1}}}\!\,,}
kjer je x poljubno racionalno število večje ali enako 1. Imenuje se po Jamesu Gregoryju. Z upoštevanjem potenčne vrste za arkus tangens velja:
{\displaystyle G_{x}=\operatorname {arc\,tg} \,{\frac {1}{x}}\!\,.}
Pri x = 1 sledi Gregory-Leibnizeva vrsta za π:
{\displaystyle \pi =4\sum _{n=0}^{\infty }\,{\frac {(-1)^{n}}{2n+1}}=4\left(1-{\frac {1}{3}}+{\frac {1}{5}}-{\frac {1}{7}}+{\frac {1}{9}}-{\frac {1}{11}}-\cdots \right)\!\,.}